# Fausto Masnada
Fausto Masnada (Bérgamo, Itália, 6 de novembro de 1993) é um ciclista profissional italiano membro da equipa Deceuninck-Quick Step.

## Palmarés
- 2015
- Piccolo Giro de Lombardia

- 2016
- Giro do Meio Brenta[1]

- 2018
- Tour de Hainan, mais 1 etapa

- 2019
  - 2 etapas do Tour dos Alpes
  - 1 etapa do Giro d'Italia, mais prêmio da combatividade

- 2021
  - 2.º no Campeonato da Itália em Estrada

## Resultados em Grandes Voltas e Campeonatos do Mundo
| Corrida            | Corrida            | 2017 | 2018 | 2019 | 2020 | 2021 |
| ------------------ | ------------------ | ---- | ---- | ---- | ---- | ---- |
|                    | Giro d'Italia      | —    | 26.º | 20.º | 9.º  | Ab.  |
|                    | Tour de France     | —    | —    | —    | —    | —    |
|                    | Volta a Espanha    | —    | —    | —    | —    | —    |
| Mundial em Estrada | Mundial em Estrada | —    | —    | —    | 23.º | —    |

—: não participa
Ab.: abandono

## Equipas
- Lampre-Merida (stagiaire) (08.2016-12.2016)
- Androni Giocattoli-Sidermec (2017-2019)
- CCC Team[2] (01.2020-08.2020)
- Deceuninck-Quick Step[3] (08.2020-)